# Francisco Barba
Francisco Barba (* 7. August 1953), auch bekannt unter dem Spitznamen El Durito, ist ein ehemaliger mexikanischer Fußballspieler auf der Position eines Verteidigers.

## Leben
Barba begann seine Profikarriere beim Club Deportivo Guadalajara und gehörte zum Kader der mexikanischen Auswahl beim olympischen Fußballturnier von 1972, wo er im letzten Vorrundengruppenspiel gegen die Sowjetunion (1:4) zum Einsatz kam.
Anschließend spielte er für den Stadtrivalen CSD Jalisco und bestritt am 1. August 1975 sein einziges A-Länderspiel gegen die Fußballnationalmannschaft der DDR, das 2:3 verloren wurde.
1979 wechselte er zum ebenfalls in Guadalajara beheimateten Verein Atlas, bei dem er bis 1982 unter Vertrag stand.
Danach war er noch jeweils eine Saison für den CF Monterrey (1982/83) und den Tampico-Madero FC (1983/84) tätig.